# John Carew Eccles

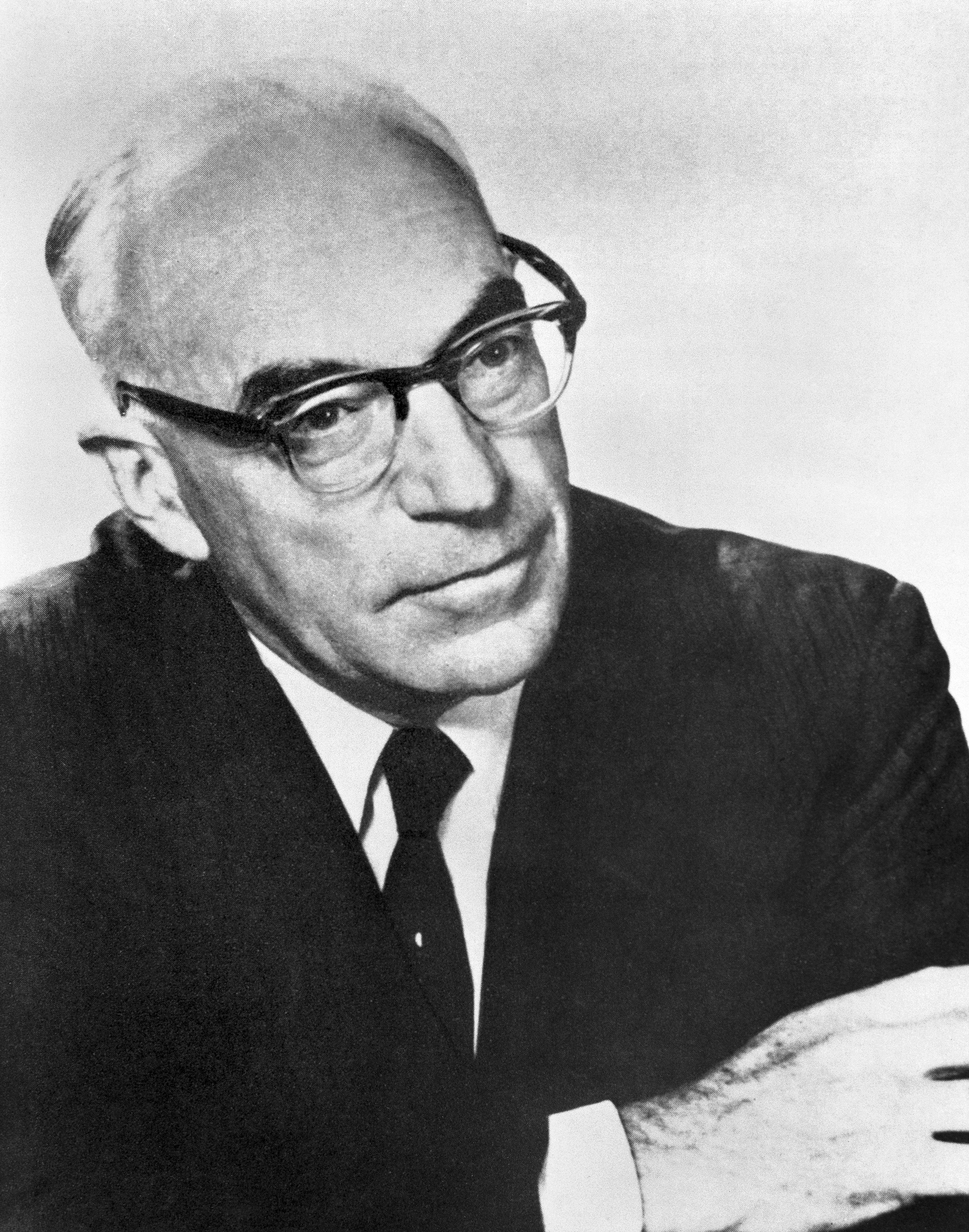
John Carew Eccles

Sir John Carew Eccles, Order of Australia (* 27. Januar 1903 in Melbourne; † 2. Mai 1997 in Contra, Bezirk Locarno) war ein australischer Physiologe, Neurowissenschaftler und Philosoph. Mit seinen Forschungen zur Signalweiterleitung in Nervenzellen trug er entscheidend dazu bei, die Vorgänge im menschlichen Gehirn aufzuklären. Dafür erhielt er 1963 mit Andrew Fielding Huxley und Alan Lloyd Hodgkin den Nobelpreis für Physiologie oder Medizin.

## Leben
Die Eltern von John Carew Eccles sind das Lehrerehepaar William James Eccles und Mary Eccles geb. Carew. Er studierte an der Universität Melbourne Medizin und schloss sein Studium dort 1925 ab. An der Universität Oxford setzte er seine Studien fort. Er forschte dort von 1927 bis 1931 am Lehrstuhl des Physiologen Charles Scott Sherrington (1857–1952) über den Ablauf von Reflexen und die Signalübertragung über den synaptischen Spalt und veröffentlichte während dieser Zeit gemeinsam mit Sherrington acht wissenschaftliche Artikel. 1929 erhielt Eccles den Doctor of Philosophy. Bis 1937 verblieb er in verschiedenen Positionen in Oxford. Von 1937 bis 1966 arbeitete und lehrte Eccles an der University of Otago und der Australian National University. Danach forschte er am American Medical Association Institute for Biomedical Research in Chicago über biomedizinische Fragestellungen. 1968 wurde Eccles Fakultätsmitglied am College der University at Buffalo, The State University of New York. 1972 besuchte er seinen Schüler Robert Franz Schmidt in Kiel. Den Vorklinikern gab er den Rat: „Fragen Sie! Sie müssen immer fragen.“
Während seiner Arbeiten in Oxford entdeckte Eccles 1951 mit seinen Kollegen, den britischen Physiologen Alan Lloyd Hodgkin (1914–1998) und Andrew Fielding Huxley (1917–2012), den elektro-physiologischen Mechanismus der postsynaptischen Hemmung der Erregungsübertragung: Der auf dem Zellfortsatz der motorischen Nervenzelle (Motoneuron) ankommende Impuls verursacht eine Erregung oder Hemmung, da an den Nervenfaserendigungen, den Synapsen, erregende oder hemmende chemische Substanzen, die so genannten Transmittersubstanzen, ausgeschüttet werden. Damit war die elektrische Erregungsübertragung zwischen den Nervenzellen an den Synapsen aufgeklärt. Für diese Arbeiten erhielt Eccles zusammen mit Hodgkin und Huxley im Jahre 1963 den Nobelpreis für Medizin und Physiologie. Das Nobelpreiskomitee begründete sein Votum mit der „Entdeckung der Ionen-Mechanismen, die bei der Erregung und Hemmung in den peripheren und zentralen Anteile der Nervenzellmembran beteiligt sind.“
John Eccles heiratete 1928 die Neuseeländerin Irene Frances Miller, mit der er neun Kinder bekam, vier Söhne und fünf Töchter. Einige von ihnen schlugen ebenfalls eine wissenschaftliche Laufbahn ein, und die Tochter Rosamond beteiligte sich intensiv an den Forschungsarbeiten ihres Vaters. Nach vierzigjähriger Dauer wurde die Ehe 1968 geschieden, und Eccles heiratete seine aus der Tschechoslowakei stammende wissenschaftliche Mitarbeiterin Helena Táboríková.
Er ruht seit 2. Mai 1997 auf dem Friedhof von Tenero-Contra.
Sein Nachlass befindet sich am Institut für Geschichte, Theorie und Ethik der Medizin der Heinrich-Heine-Universität Düsseldorf.

### Wissenschaftliches Werk
Nach der Lektüre von Charles Scott Sherringtons Buch The Integrative Action of the Nervous System hatte Eccles bewusst Oxford als erste Station seiner Forschungslaufbahn gewählt, um im Labor Sherringtons mitarbeiten zu können. Als dieser 1932 den Nobelpreis erhielt, war Eccles an der Publikation des Buchs Reflex Activity of the Spinal Cord beteiligt: Darin gab Sherringtons Gruppe einen Überblick über ihre Studien des letzten Jahrzehnts. Als weitere Leitfiguren mit deutlichem Einfluss auf seine Forschung erwähnte Eccles in seinem 1964 erschienenen Buch The Physiology of Synapses Santiago Ramón y Cajal und Henry Hallett Dale.
Die erste Phase Eccles’ Forschung galt der Frage, wie Aktionspotentiale über den synaptischen Spalt hinweg weitergeleitet werden. Lange Zeit standen sich in dieser Frage zwei Theorien gegenüber: Während die eine, unter anderem angeregt durch Sherrington, davon ausging, dass chemische Botenstoffe an den Synapsen eine zentrale Rolle spielen, hielt die andere eine direkte elektrische Weiterleitung für wahrscheinlicher. Eccles hing lange Zeit der elektrischen Theorie an und sammelte in seinen Experimenten Daten, um diese zu unterstützen. Nachdem er im Mai 1945 eine wissenschaftstheoretische Vortragsreihe Karl Poppers gehört hatte, begann Eccles, seine Theorien zunehmend schärfer zu formulieren und Experimente zu ihrer Falsifizierung vorzuschlagen.
Dennoch interpretierte er seine folgenden Studien zunächst noch in voller Übereinstimmung mit den Vorhersagen der Theorie einer elektrischen Reizweiterleitung. 1949 musste er diese jedoch zum ersten Mal modifizieren und gestand nun eine chemische Vermittlung an der neuromuskulären Endplatte ein. Nachdem es ihm zusammen mit Kollegen in seinem Labor in Dunedin gelungen war, Potentialmessungen in Einzelzellen lebender Versuchstiere durchzuführen, fand er 1951 an einer inhibitorischen Synapse ein Potential, dessen Vorzeichen im Widerspruch zu seiner Theorie stand. Obwohl Eccles einer der schärfsten Kritiker der Theorie einer chemischen Vermittlung gewesen war, hatte er seine eigene Theorie somit als erster klar widerlegen können und akzeptierte die Wirksamkeit der chemischen Übertragung nun auch für das zentrale Nervensystem.

### Philosophische Position

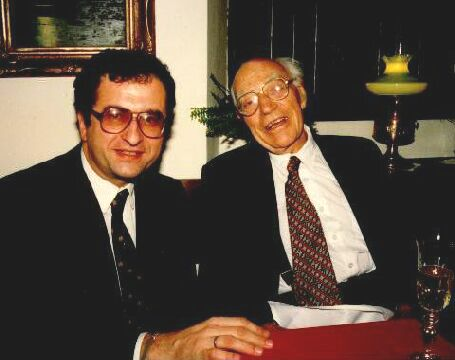
Der tschechische Psychiater Cyril Höschl (links) und Eccles (1993)

Eccles beschäftigte sich auch philosophisch mit dem Problem des Bewusstseins. Für ihn stand fest, dass nur der Mensch ein „Ich-Bewusstsein“ besitzt. Dieses sei von Zeugung an im Menschen angelegt und entwickle sich durch die Beziehung zur Außenwelt in den ersten Lebensjahren. Eccles lehnte einen strikten Materialismus, also die Position, das Bewusstsein lasse sich auf rein physikalische und chemische Prozesse zurückführen, ab. Er verglich das Gehirn mit einem Computer und das „Ich“ mit dessen Programmierer. Seine Vorstellung von der Interaktion zwischen Gehirn und immateriellem Bewusstsein stellte Eccles in den 1970er Jahren zusammen mit dem Philosophen Karl Popper in dem Buch The Self and its Brain vor (dt. Das Ich und sein Gehirn). Er griff dabei auf Poppers Drei-Welten-Lehre zurück und behauptete, dass es bestimmte Regionen in der linken Gehirnhälfte gebe, die eine Interaktion der materiellen „Welt 1“ mit der mentalen „Welt 2“ ermöglichten.
Vermutungen, wie diese Interaktion ablaufen könnte, stellte Eccles erst in hohem Alter an, angeregt von Ideen des deutschen Physikers und Philosophen Henry Margenau. Er postulierte, dass kleinste Prozesse auf Ebene der Quantenphysik hinreichend seien, um die Ausschüttung von Neurotransmittern zu beeinflussen und schloss, dass die Wirkung eines energie- und masselosen Geistes auf das Gehirn somit durch eine Beeinflussung der quantenmechanischen Wahrscheinlichkeitsfelder erklärbar werde. Kritiker weisen darauf hin, dass dieser Vorschlag das Erklärungsproblem des Interaktionismus nur verlagere, da nunmehr die Art der Interaktion zwischen Geist und Wahrscheinlichkeitsfeld ungeklärt sei. Trotz eines enormen Respekts vor seinem wissenschaftlichen Lebenswerk wird Eccles’ Position zum Leib-Seele-Problem, aus der er auch Hoffnung auf ein Leben nach dem Tod schöpfte, bis heute kontrovers diskutiert und von vielen als Beispiel dafür gesehen, wie stark das Denken vieler Hirnforscher von religiösen Überzeugungen und von einem interaktionistischen Dualismus im Sinne René Descartes geprägt sei. Solche Vorbehalte äußerte unter anderem der deutsche Physiologe Wolf-Dieter Keidel.

## Schriften
- mit R. S. Creed, D. Denny-Brown, E. G. T. Liddell und C. S.Sherrington: Reflex Activity of the Spinal Cord. Clarendon Press, Oxford 1932.
- The Neurophysiological Basis of the Mind: The Principles of Neurophysiology. Taylor & Francis, 1988, ISBN 978-0-8240-1377-6 (Originaltitel: The Neurophysiological Basis of the Mind: The Principles of Neurophysiology. 1953.).
- The Physiology of Nerve Cells. Johns Hopkins University Press, 1. Januar 1957.
- .The Physiology of Synapses. Springer, Berlin 1964, ISBN 978-0-387-03112-5.
- The Brain and the Unity of Conscious Experience. London: Cambridge University Press 1965.
- The Inhibitory Pathways of the Central Nervous System. Liverpool University Press, 1. Januar 1969.
- Facing Reality: Philosophical Adventures By A Brain Scientist. In: Heidelberg Science Library. Springer, 1974, ISBN 978-0-387-90014-8 (Originaltitel: Facing Reality: Philosophical Adventures By A Brain Scientist. 1970.).
  - (deutsch: Wahrheit und Wirklichkeit: Mensch und Wissenschaft. In: Wissenschaft und Öffentlichkeit. Springer, Berlin / Heidelberg / New York 1975, ISBN 978-3-540-07082-5 (Übersetzung von Rosemarie Liske).)
- The Understanding of the Brain. McGraw-Hill, 1973, ISBN 978-0-07-018864-8.
- mit Karl Popper: The Self and Its Brain: An Argument for Interactionism. Routledge, Milton Park / New York 1984, ISBN 978-0-415-05898-8 (Originaltitel: The Self and Its Brain: An Argument for Interactionism. 1977.).
  - (deutsch: Das Ich und sein Gehirn. Piper, München 1989, ISBN 978-3-492-21096-6.)
- The Human Mystery. Routledge & Kegan Paul, 1984, ISBN 978-0-7102-0198-0 (Manuskripte der Gifford Lectures von 1978 an der Universität Edinburgh).
- The Human Psyche: The Gifford Lectures, University of Edinburgh 1978–1979. Springer, 1. Juli 1980 (Manuskripte der Gifford Lectures von 1979 an der Universität Edinburgh).
- mit Hans Zeier: Gehirn und Geist. Kindler, München 1980, ISBN 978-3-463-00773-1.
- mit Daniel N. Robinson: The Wonder of Being Human: Our Brain and Our Mind. Shambhala Publications, 1985, ISBN 978-0-87773-312-6 (Originaltitel: The Wonder of Being Human: Our Brain and Our Mind. 1984.).
  - (deutsch: Das Wunder des Menschseins – Gehirn und Geist. Piper, 1985, ISBN 978-3-492-02866-0.)
- Mind and Brain: The Many-Faceted Problems. Paragon House, 1985, ISBN 978-0-89226-032-4.
- Evolution of the Brain: Creation of the Self. Routledge, 1989, ISBN 978-0-415-02600-0.
  - (deutsch: Die Evolution des Gehirns – die Erschaffung des Selbst. München 2002, ISBN 3-492-23709-6. Die Evolution des Gehirns – die Erschaffung des Selbst. Piper, München 1993, ISBN 978-3-492-11699-2.)
- .How the Self Controls Its Brain. Springer, 1994, ISBN 978-3-642-49226-6.
  - (deutsch: Wie das Selbst sein Gehirn steuert. Piper, München 1996, ISBN 978-3-492-22286-0.)
- Das Gehirn des Menschen. Seehamer, München 2000, ISBN 978-3-934058-37-8.

## Ehrungen
- Wahl in die American Academy of Arts and Sciences (1959)
- Cothenius-Medaille, 1960
- Wahl in die Deutsche Akademie der Naturforscher Leopoldina (1961)
- Wahl in die National Academy of Sciences (1966)
- Mitgliedschaft der Royal Society, London, 1941 (Ferrier Lecturer 1959; Royal Medal 1962)
- Mitgliedschaft der Royal Society of New Zealand; Fellow Australian Academy of Science (President 1957–1961, Flinders Lecturer, 1963)
- Knight Bachelor, 1958
- Honorary Foreign Member, American Academy of Arts and Sciences, 1959
- Hon. Sc. D. (Cantab.), 1960
- Baly Medal des Royal College of Physicians, 1961
- Mitglied der Päpstlichen Akademie der Wissenschaften (1961)
- Mitglied des Royal Australasian College of Physicians (Rennie Lecturer, 1963)
- Auswärtiges Ehrenmitglied der Accademia Nazionale dei Lincei, 1963
- Australian of the Year, 1963
- Ehrenmitglied des Exeter College, Oxford
- Ehrenmitgliedschaft der American Philosophical Society, 1964
- Ehrendoktorwürde der University of Tasmania, 1964
- Ehrenmitgliedschaft des Magdalen College, Oxford
- Ehrenmitgliedschaft der American Neurological Association
- Ehrendoktorwürde der University of Melbourne, 1965
- Lebenslange Ehrenmitgliedschaft an der New York Academy of Sciences
- Auswärtige Mitgliedschaft der National Academy of Sciences (USA), 1966
- Ehrendoktorwürde der University of British Columbia, Vancouver
- Ehrendoktorwürde des Gustavus Adolphus College (St. Peter, USA), 1967
- Ehrenmitgliedschaft im American College of Physicians
- Ehrendoktorwürde der Marquette University, Milwaukee (USA)
- Ehrenmitgliedschaft der Accademia Medica Lombarda
- Ehrenmitgliedschaft der Indian Academy of Sciences, 1968
- Ehrenmitgliedschaft der Česká lékařská společnost Jana Evangelisty Purkyně (Tschechische Medizinische Gesellschaft Johann Evangelist Purkinje)
- Assoziierte Mitgliedschaft der Académie Royale de Belgique, 1969
- Aufnahme in die „Liste der 100 wichtigsten lebenden Persönlichkeiten“ (1970)
- Auswärtige Wissenschaftliche Mitgliedschaft des Max-Planck-Instituts für biophysikalische Chemie, 1973
- Ehrendoktorwürde der Karls-Universität, Prag
- Ehrendoktorwürde der Loyola University Chicago
- Ehrendoktorwürde der Yeshiva University, New York
- „Companion“ des Order of Australia, 1990